# Burleigh megye
Burleigh megye az Amerikai Egyesült Államokban, azon belül Észak-Dakota államban található. Megyeszékhelye és legnagyobb városa Bismarck. Lakosainak száma 98 458 fő (2020. április 1.). Burleigh megye Sheridan, Kidder, Emmons, Morton, Oliver és McLean megyékkel határos.

## Népesség
A megye népességének változása:
| Lakosok száma | 81 687 | 83 411 | 85 852 | 88 457 | 92 991 | 98 458 |
|               | 2010   | 2011   | 2012   | 2013   | 2015   | 2020   |